# Arnus Vallis

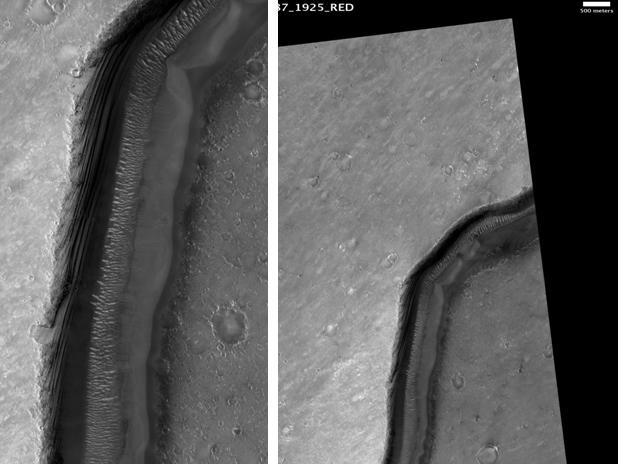
Arnus Vallis photographiée par la sonde Mars Reconnaissance Orbiter

Arnus Vallis est une vallée s'étendant sur 280 km sur la planète Mars dans le quadrangle de Syrtis Major par 13,9° N et 70,5° E, sur le flanc nord de Syrtis Major Planum, à proximité d'Arena Dorsum et en direction du cratère Toro.